# Bellerofonte Castaldi
Bellerofonte Castaldi (1580-1649) là nhà soạn nhạc, nhà thơ, nghệ sĩ đàn luýt người Ý. Castaldi viết các đoạn dành cho giọng nam trong các bài hát dành cho tenor như thể ông phải đói diện với các ca sĩ nam hoặc bị thiến hoặc có giọng the thé hát các đoạn nhạc dành cho giọng nữ trong các bản cantata. Trong lời đề tựa các tác phẩm của ông, Primo mazzetto được coi là "hài hước khi một người đàn ông có giọng phụ nữ nên phổ nhạc cho lời đề nghị của bà chủ anh ta".

## Các tác phẩm, phát hành và thu âm
Tác phẩm
Primo mazzetto di fiori musicalmente colti dal giardino bellerofonteo (sáng tác tại Venice, năm 1623)
Phát hành
Capricci a 2 stromenti cioè tiorba e tiorbino e per sonar solo varie sorti di balli e fantasticarie (đước viết vào năm 1622)
Ghi âm
Battaglia d'amore